# Патара Абулі
Пата́ра Абу́лі (груз. პატარა აბული) або Малий Абул — згаслий вулкан у південній Грузії, одна з вершин Абул-Самсарського хребта та Джавахетського нагір'я, що входить до системи Малого Кавказу. Висота гори становить 2801 м.

## Основна інформація
Згаслий вулкан Патара Абулі утворює південну частину Абул-Самсарського хребта. Він являє собою зруйнований дацитовий пліоценовий купол діаметром 4 км. Витягнутий з заходу на схід уздовж розлому, що є поперечним до простягання Абул-Самсарського хребта. З заходу до гори прилягає екструзивний лавовий купол Ештіа (2278 м). Вулкан неактивний.
Нижні схили Патара Абулі вкриті переважно альпійськими та субальпійськими луками, верхні рясно всипані сірим та коричневим камінням. На верхівці є озеро, що утворилося в колишньому кратері.
На схилах вулкана розташована зруйнована фортеця Бронзової доби Абулі.